# Cerastium velutinum
Cerastium velutinum är en nejlikväxtart som beskrevs av Constantine Samuel Rafinesque. Cerastium velutinum ingår i släktet arvar, och familjen nejlikväxter. Utöver nominatformen finns också underarten C. v. villossissimum.

## Bildgalleri

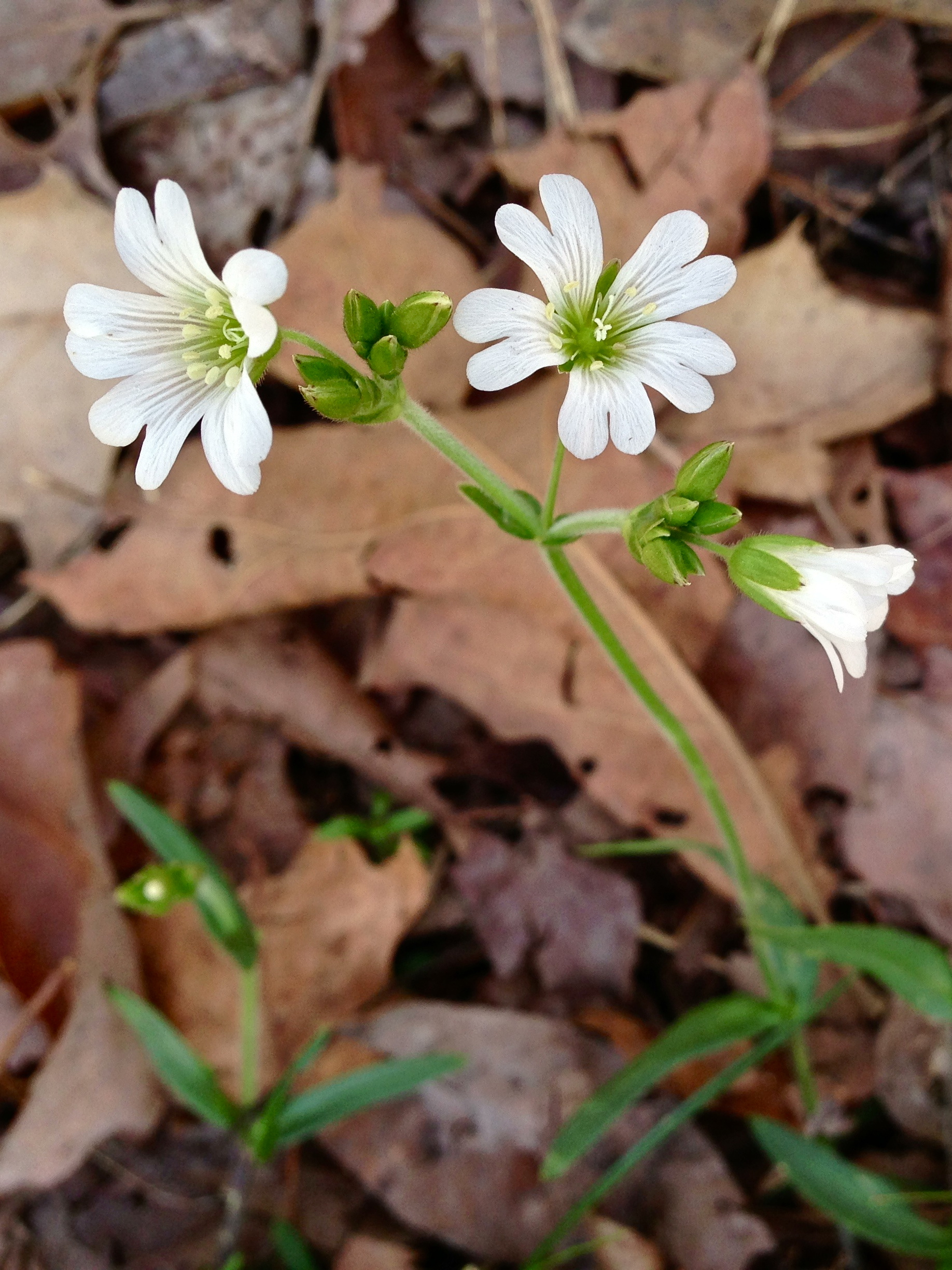
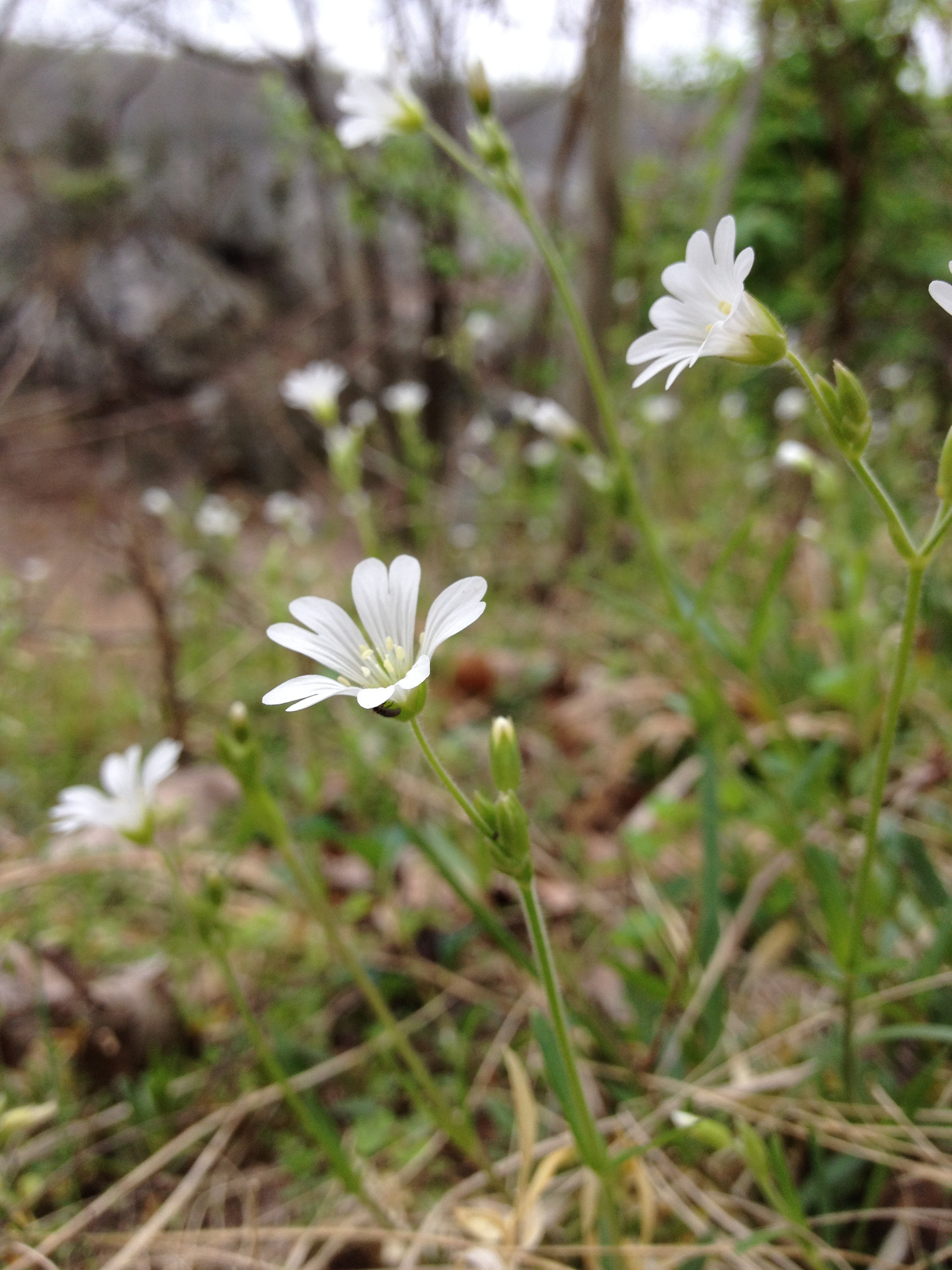